# Кресало (казка)
«Кресало» (дан. Fyrtøjet) — казка данського письменника Ганса Крістіана Андерсена.

## Сюжет
Казка розповідає про солдата, який здобуває чарівне кресало, за допомогою якого можна викликати трьох могутніх псів, що виконують будь-яке його бажання. Якось йому спало на думку побачити принцесу і він наказав одному зі своїх псів принести її до його будинку, однак король і королева дізнались куди їздила принцеса, і посадили солдата до в'язниці. Коли солдата ведуть на смертну кару, він хитрощами викликає своїх псів, які рятують його життя.
Згідно з класифікацією казкових сюжетів Аарне-Томпсона має номер 562: «Дух у синім світлі». До цієї категорії також належать німецькі казки «Три пси» та «Синя свічка».

## Історія написання
Джерелом для «Кресала» послужила скандинавська чарівна казка, яку Андерсен прочитав у дитинстві; також у казці з'являються елементи зі збірки «Тисяча й одна ніч», зокрема казки про «Аладдіна і чарівну лампу» тощо. Оповідка стала одною з перших казок, яку у Копенгагені 8 травня 1835 року опублікував К. А. Райтцел у складі книжечки, до якої увійшли ще три казки Андерсена. Книга отримала негативні відгуки данських критиків, яким не сподобався неформальний розмовний стиль казок та відсутність моралі.

## Адаптації
1946 року вийшов однойменний анімаційний фільм, а 2007 року відбулася прем'єра однойменного балету, декорації та костюми до якого створила королева Маргрете II.

## Переклад українською
Українською мовою казку переклала Оксана Іваненко.